# حیدرآباد، ساعتلی
حیدرآباد، ساعتلی (به ترکی آذربایجانی: Heydərabad) یک منطقهٔ مسکونی در جمهوری آذربایجان است که در شهرستان ساعتلی واقع شده‌است. حیدرآباد ۶۸۵ نفر جمعیت دارد.